# Harar (släkte)

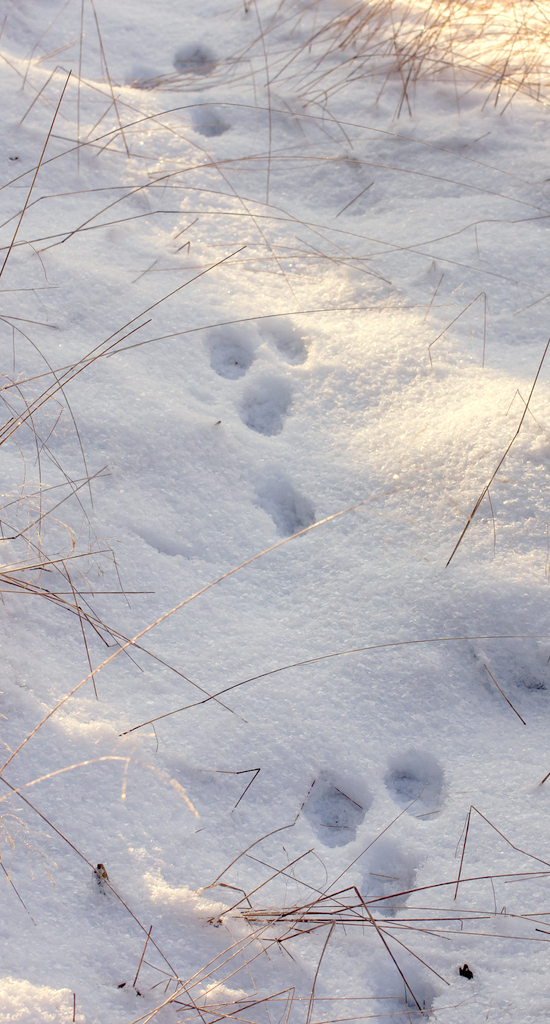
Spår av skogshare i snö

Harar (Lepus) är ett släkte i familjen harar och kaniner (Leporidae). Släktet omfattar ungefär 30 arter varav 6 är endemiska för Europa.

## Kännetecken
Arterna av släktet har jämfört med andra hardjur särskilt långa bakre extremiteter (ungefär dubbel längd jämförd med de främre extremiteterna) och även öronen är påfallande långa. Skallen är tunnare än hos andra hardjur. I övre käken finns fyra framtänder, två stora som ligger längre fram och två små som ligger direkt bakom. Kroppslängden ligger vanligen mellan 40 och 70 centimeter och därtill kommer en 3 till 10 centimeter lång svans. Vikten ligger mellan 1,3 och 7 kilogram. Honor är oftast större och tyngre än hannar. Hos arter som lever i arktiska områden är vinterpälsen vit.

## Utbredning och habitat
Släktet Lepus förekommer i Eurasien, Afrika och i Nordamerika fram till södra Mexiko. Fältharar och andra arter infördes av människan i Sydamerika (Argentina, Chile), Australien och Nya Zeeland. Därför har släktet idag en nästan världsvid utbredning.
Habitatet utgörs för de flesta arterna av öppna landskap. Som undantag lever snöskoharen och skogsharen främst i skogar med barrträd samt i tundra, buskmarker, träskmarker och gräsmarker. Även fälthare, kaphare och polarhare vistas ibland i skogar.

## Levnadssätt
Harar gräver bara i undantagsfall underjordiska bon. De vilar vanligen på marken i fördjupningar som är väl gömda av växtligheten. Deras föda utgörs liksom hos alla medlemmar i familjen nästan uteslutande av växtdelar. Ungarna är typiska borymmare, de har en fullt utvecklad päls, öppna ögon och kan gå redan några minuter efter födseln.
Gemensamt för många harar är förmågan att förvirra predatorer så att de inte kan följa harens spår. När den har lyckats fly iväg en bit från sin förföljare vänder den helt om och springer tillbaka i sitt eget spår en lång bit. Därefter hoppar den vinkelrätt så långt den kan åt sidan. Haren hoppar vidare några skutt till i det nya spåret. Sedan springer den i en båge. Detta upprepas ibland flera gånger.[källa behövs] Detta kan haren göra även om den inte är förföljd, det är en instinktshandling som är medfödd.

## Systematik

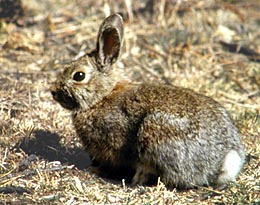
Snöskohare.

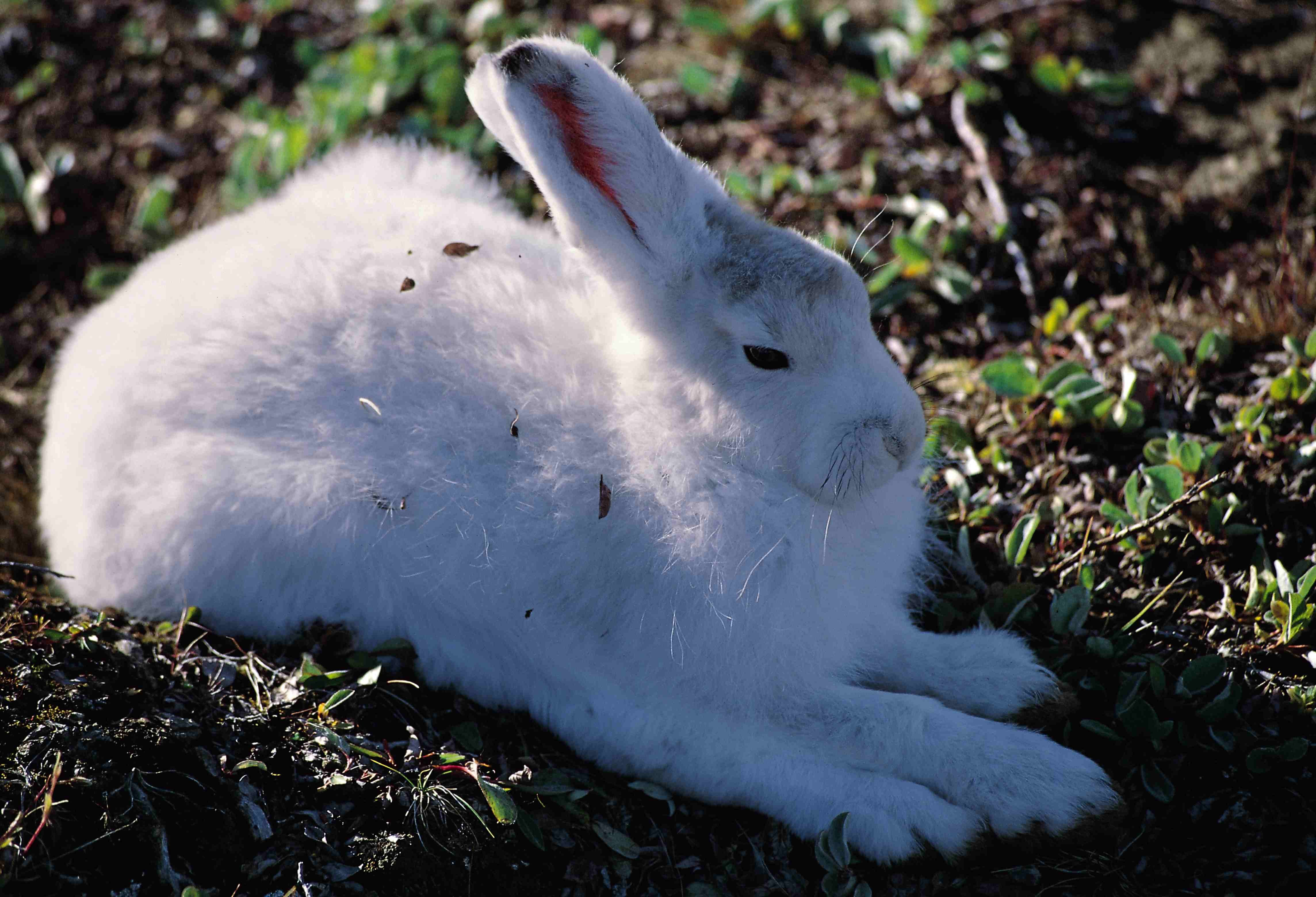
Polarhare.

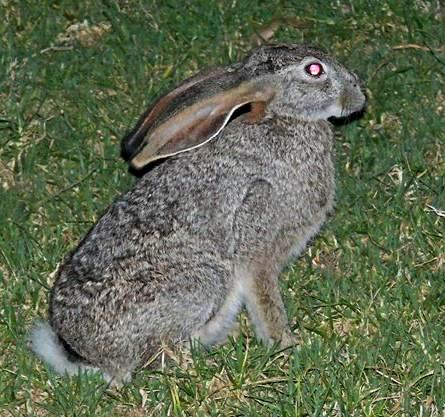
Klipphare.

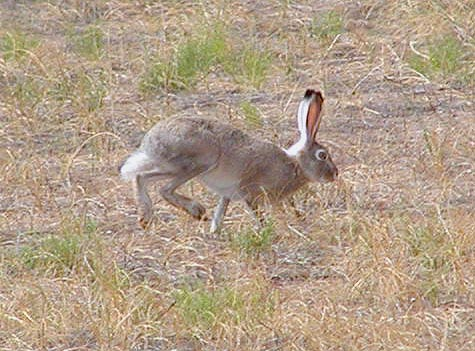
Vitsvansad åsnehare.

Släktets systematik är fortfarande omstridd och antalet arter kan därför variera i olika källor. Den följande listan följer Wilson & Reeder (2005).
Släkte Lepus
- Undersläkte Macrotolagus
  - Västlig antilophare (Lepus alleni) - förekommer i Arizona och nordvästra Mexiko.
- Undersläkte Poecilolagus
  - Snöskohare (Lepus americanus) - förekommer över hela Nordamerika.
- Undersläkte Lepus
  - Polarhare (Lepus arcticus) - förekommer på Grönland och i norra Kanada.
  - Alaskahare (Lepus othus) - förekommer i västra och sydvästra Alaska.
  - Skogshare (Lepus timidus) - förekommer i Skandinavien, Skottland, Irland, Alperna och norra Asien.
- Undersläkte Proeulagus
  - Svartsvansad åsnehare (Lepus californicus) - förekommer i västra USA och norra Mexiko.
  - Östlig antilophare (Lepus callotis) - förekommer i delstaten New Mexico samt i norra Mexiko.
  - Kaphare (Lepus capensis) - förekommer i stora delar av Afrika, i sydvästra Asien och på Sardinien.
  - Tehuantepechare (Lepus flavigularis) - har ett mindre utbredningsområde i Mexiko.
  - Svart åsnehare (Lepus insularis) - endemisk för ön Isla Espíritu Santo nära Baja California.
  - Klipphare (Lepus saxatilis) - förekommer i Namibia och Sydafrika.
  - Lepus tibetanus
  - Lepus tolai - förekommer i Centralasien, från Kaspiska havet till Kina.
- Undersläkte Eulagos
  - Lepus castroviejoi - endemisk för norra Spanien.
  - Lepus comus - förekommer i provinserna Yunnan och Guizhou i Kina.
  - Koreansk hare (Lepus coreanus) - förekommer i Koreahalvön och Manchuriet.
  - Italiensk hare - förekommer i centrala och södra Italien och på Korsika.
  - Fälthare (Lepus europaeus) - förekommer i Europa och västra Asien.
  - Lepus granatensis - endemisk för Iberiska halvön.
  - Manchurisk hare (Lepus mandschuricus), syn Lepus mandshuricus - förekommer i sydöstra Ryssland och norra Kina.
  - Ullig hare (Lepus oiostolus) - endemisk för Tibets högplatå.
  - Lepus starcki - endemisk för Etiopiens centrala bergland.
  - Vitsvansad åsnehare (Lepus townsendii) - förekommer i USA:s och södra Kanadas stora gräsmarker.
- Undersläkte Sabanalagus
  - Lepus fagani - endemisk för västra Etiopien.
  - Lepus microtis, syn Lepus victoriae - förekommer från Mauretanien och Sudan till Sydafrika samt isolerad i Algeriet.
- Undersläkte Indolagus
  - Lepus hainanus - endemisk för ön Hainan, Kina.
  - Svartnackad hare (Lepus nigricollis) - endemisk för indiska subkontinenten men även introducerad på öarna Java, Mauritius och Réunion.
  - Burmahare (Lepus peguensis) - förekommer i Myanmar och Sydostasien.
- Undersläkte Sinolagus
  - Kinesisk hare (Lepus sinensis) - förekommer i större delen av södra Kina och i norra Vietnam.
- Undersläkte Tarimolagus
  - Yarkandhare (Lepus yarkandensis) - förekommer i Taklamakanöknen i den kinesiska provinsen Xinjiang.
- Osäker klassificering ("incertae sedis")
  - Japansk hare (Lepus brachyurus) - endemisk för Japan.
  - Abessinsk hare (Lepus habessinicus) - förekommer i Afrikas horn.

## I kulturen

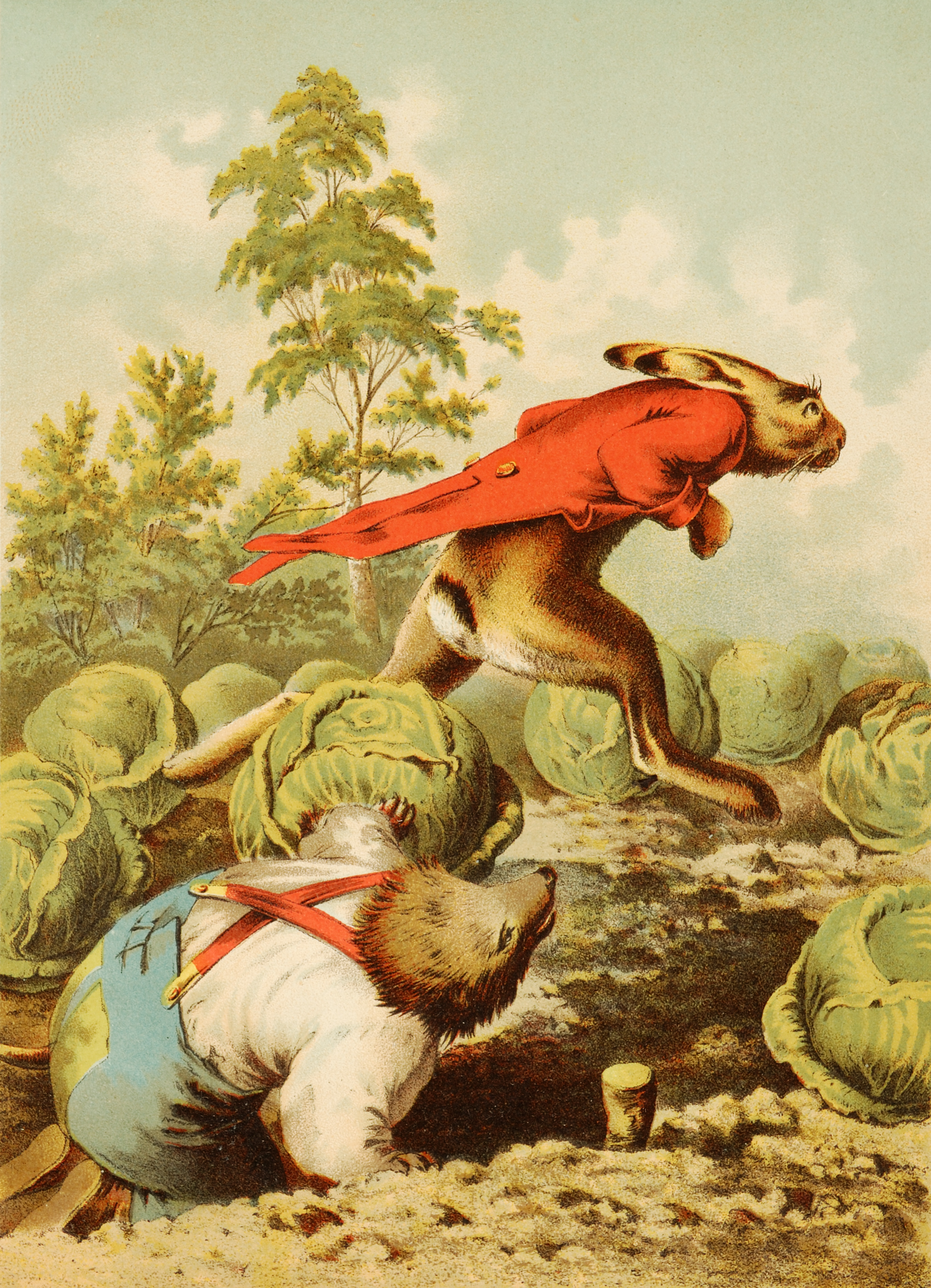
Illustration av folksagan haren och igelkotten.

Haren är ett vanligt och välkänt djur över stora delar av sitt utbredningsområde och förekommer i en mängd sagor, fabler och talesätt. Som fabeldjur representerar den ofta snabbhet, som i haren och igelkotten och sköldpaddan och haren. På grund av sin höga reproduktionstakt är haren på vissa platser, tillsammans med ägget, en påsksymbol och kallas då för påskharen.
Enligt den kinesiska kalendern var 1975 harens år och detta är också titeln på den finska författaren Arto Paasilinnas mest kända roman som kom ut just det året. Romanen har filmatiserats i Finland av Risto Jarva 1977 under samma titel och i Frankrike av Marc Rivière 2006 som Le lièvre de Vatanen.
Haren är också namn på en stjärnbild på södra stjärnhimlen direkt söder om Orion.
En del harar, till exempel fälthare och skogshare, jagas av människan eftersom köttet är ätbart och eller för sportens skull och ibland också för pälsen. Unga harar föredras inom kokkonsten. Ett enkelt sätt att avgöra om en hare är gammal eller ung finns beskrivet i kokboken Le Guide culinaire av Auguste Escoffier från 1907. Om öronen går av när man drar i öron och ben så är haren ung, och om de inte går av är haren gammal.